# Sídliště Jabloňová

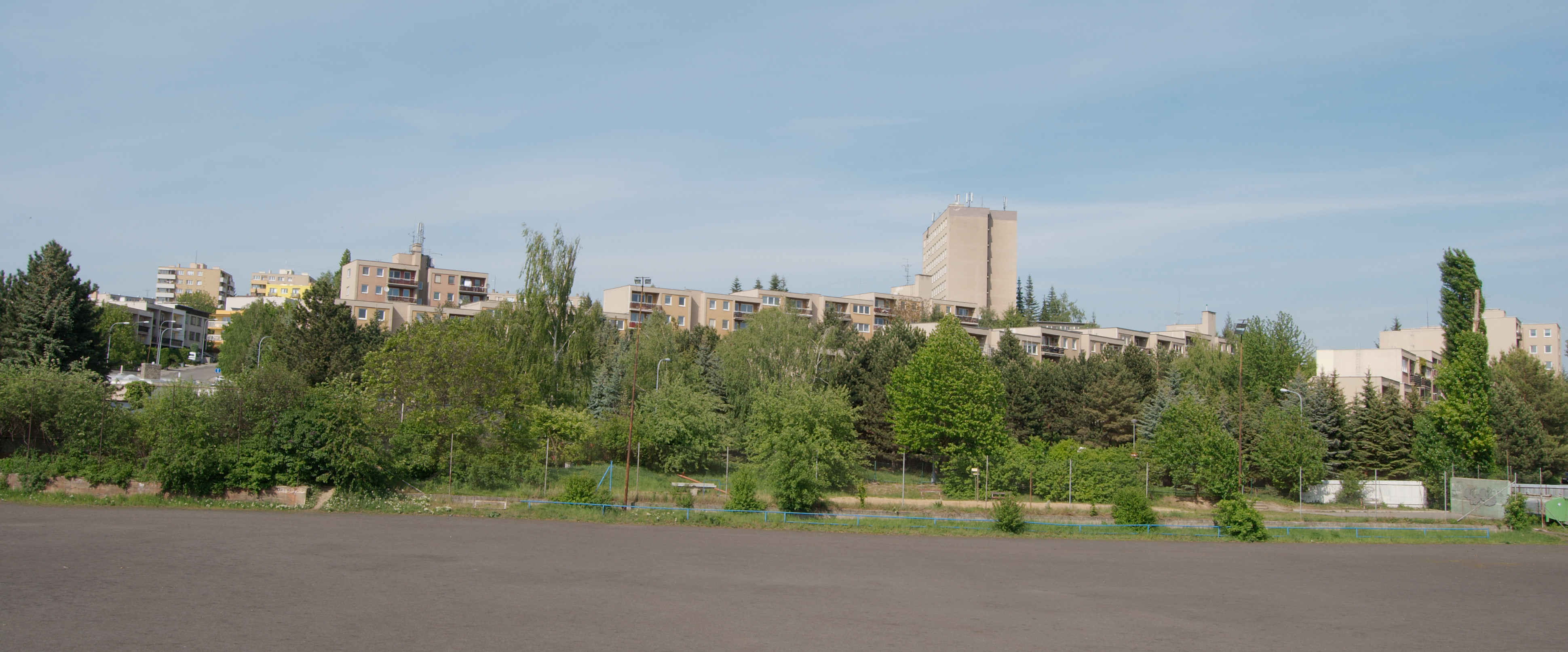
Sídliště Jabloňová vyfotografované od jihozápadu

Sídliště Jabloňová je malé brněnské sídliště v městské části Brno-Medlánky, rozkládající se na východě městské části při hranici s městskou částí Brno-Řečkovice a Mokrá Hora. Vzniklo na počátku 70. let a žije v něm třetina obyvatel Medlánek.

## Ulice
- Podpěrova
- Jabloňová
- Broskvoňová
- Suzova
- Polívkova
- Hrušňová
- Mandloňová
- Meruňková
- Ovocná
- Třešňová
- Višňová
- Rybízová
- Borůvková
- Ostružinová

## Zajímavosti
- Názvy ulic jsou podle ovocných plodů, výjimkou jsou ulice Suzova a Polívkova, pojmenované po význačných ovocnářích
- V ulici Borůvková se nachází SOS dětská vesnička
- V ulicích Podpěrova, Broskvoňová, Suzova, Polívkova, Hrušňová, Ostružinová, Rybízová se nachází panelové domy, kdežto v ulicích Mandloňová, Meruňková, Ovocná, Třešňová, Višňová se nachází cihlové bytovky.